# Arhara
Arhara (oroszul: Архара) városi jellegű település Oroszország ázsiai részén, az Amuri területen, az Arharai járás székhelye. Népessége: 9585 fő (a 2010. évi népszámláláskor).

## Elhelyezkedése
Blagovescsenszk területi székhelytől 323 km-re délkeletre, a járás déli részén, 135 m tengerszint feletti magasságban fekszik. Az Arhara (az Amur mellékfolyója) jobb oldali partjához közel helyezkedik el. Vasútállomás a transzszibériai vasútvonalon. A településtől néhány kilométerre vezet az „Amur” nevű R297-es főút (oroszul: ). 
A települést 1911-ben alapították, akkor kezdődött el a helyi vasútállomás építése. 1950-ben kapott Arhara városi jellegű település besorolást. 
Arharában van a járás területén kialakított Hingani Természetvédelmi Terület központja.